# Mitra grammatula
Mitra grammatula är en snäckart som beskrevs av Dall 1927. Mitra grammatula ingår i släktet Mitra och familjen Mitridae. Inga underarter finns listade i Catalogue of Life.